# Fiebre de Viña
Fiebre de Viña est une émission de télévision chilienne diffusé sur Chilevisión tout en développant le Festival international de la chanson de Viña del Mar.

## Saisons
| Saison | Épisode | Saison première | Saison finale   | Présentateur(s)                                    |
| ------ | ------- | --------------- | --------------- | -------------------------------------------------- |
| 1      | 11      | 18 février 2011 | 28 février 2011 | Francisca García-Huidobro et Yuri                  |
| 2      | 8       | 23 février 2013 | 2 mars 2013     | Cristián Sánchez, Carolina de Moras et Américo     |
| 3      | 8       | 22 février 2014 | 1er mars 2014   | Francisca García-Huidobro et Julio César Rodríguez |
| 4      | 8       | 21 février 2015 | 28 février 2015 | Francisca García-Huidobro et Julio César Rodríguez |
| 5      | 9       | 20 février 2016 | 28 février 2016 | Francisca García-Huidobro et Julio César Rodríguez |
| 6      | 9       | 18 février 2017 | 26 février 2017 | Francisca García-Huidobro et Julio César Rodríguez |
| 7      | 10      | 17 février 2018 | 26 février 2018 | Francisca García-Huidobro et Julio César Rodríguez |

### Sources
- (es) Cet article est partiellement ou en totalité issu de l’article de Wikipédia en espagnol intitulé « Fiebre de Viña » (voir la liste des auteurs).